# Rhynchites slovenicus
Rhynchites slovenicus là một loài bọ cánh cứng trong họ Rhynchitidae. Loài này được Purkyne miêu tả khoa học năm 1954.